# Peter Eschenloer
Peter Eschenloer (gest. 12. Mai 1481) war ein Breslauer Chronist und Stadtschreiber des 15. Jahrhunderts. Er verfasste zahlreiche Schreiben an Fürsten und Päpste. Obwohl er kein Jurist war, prägte er seit Amtsbeginn die Kanzlei der Stadt. Er war einer der einflussreichsten Stadtschreiber in der zweiten Hälfte des 15. Jahrhunderts. Sein Hauptwerk Geschichte der Stadt Breslau ist nach Beurteilung der Mediävistin Gunhild Roths „die bedeutendste und zugleich die wohl einzige in der Volkssprache geschriebene schlesische Chronik des Mittelalters überhaupt“.
Eschenloer selbst wird „unisono als der wichtigste mittelalterliche Chronist Schlesiens“ betrachtet.

## Biographie

### Herkunft
Die in älterer Fachliteratur behauptete Geburt in den 1420er Jahren und Einwanderung mit seinem Vater aus Nürnberg nach Görlitz ist nicht nachgewiesen. Hinweise dafür sind die zahlreichen Nürnberger Schmiede und Eisenhändler im 15. Jahrhundert namens Eschenloer, Eschenloers Aufenthalt in Nürnberg im Jahr 1462 im Rahmen einer Dienstreise, und eine Nürnberger Schwägerin Peter Eschenlohers namens „Barb Eschenlaerin“, die mit ihm im Jahr 1470 in Briefkontakt stand.
Sein Bruder Heinrich ist seit 1471 in Görlitz nachweisbar und war Richter.

### Leben
Eschenloer studierte ab Sommer 1442 in Leipzig und erreichte im Sommersemester 1448 den Baccalaureus, im Wintersemester den Magister. Dabei hatte er ein Semester im Jahr 1447 in Erfurt studiert. In einer üblichen Abschlussrede wohl des Leipziger Rektors versinnbildlichte dieser die Leistung der Studenten mit Musikinstrumenten. Eschenloer wurde als erstes genannt und mit einer Orgel verglichen, wonach er der beste Absolvent war.
Seine Lehrtätigkeit um 1450 und sein Rektorat um 1453 in Görlitz sind, ebenso wenig nachweisbar, wie seine Herkunft, scheinen für Gunhild Roth, die Autorin seiner Biographie, aber festzustehen. Allerdings war er in Görlitz mit einer Knowffmüller verheiratet, aus wessen Ehe Eschenloers Sohn Melchior stammte. Melchior (gest. 1497) folgte seinem nach Breslau auswandernden Vater in jene Stadt und wurde Kanzleischreiber des polnischen Königs Wladislaw. Johannes Frauenburg nannte in einem Brief an Eschenloer dessen Stiefsohn Mathias Behler und hob ausführlich die Schönheit Eschenloers Braut hervor. Bevor Eschenloer nach Breslau einwanderte, verstarb seine Frau.
In Breslau wurde er am 17. Mai 1455 in das Amt des Stadtschreibers eingeführt. Im Jahr 1461 heiratete er Barbara Freiberg, Tochter des Kaufmanns und Ratsherren Prokop Freiberg. Aus dieser Ehe entstammten acht, bis auf Lucia und Albrecht vor 1475 geborene Kinder:
- Clara (heiratete Georg Emmerich)
- Barbara (heiratete im Jahr 1486 Johann Zacharie)
- Anthonius (heiratete im Jahr 1496 Frauenburgs Witwe)
- Barnabas
- Walpurga
- Lucia
- Albrecht (* 13. Mai 1479 in Breslau)
- Dorothee

Gunhild Roth bewertete Eschenloer anhand des Studiums seiner Schriften als „begnadeter Erzähler, loyaler Ratsangestellter, engagierter Neubürger“. Sie bemängelte die bis heute ausgebliebene Auswertung seiner Schriften nach modernen Ansprüchen.

## Werke
- Geschichte der Stadt Breslau. Hrsg. und eingeleitet von Gunhild Roth, 2 Bde. (Quellen und Darstellungen zur schlesischen Geschichte 29/I,II), Verlag Waxmann, Münster/New York/München/Berlin 2003, ISBN 3-8309-1253-6

### Übersetzungen
- Böhmische Geschichte (Historia Bohemica) vom späteren Papst Pius II.
- Geschichte Jerusalems (Historia Iherosolimitana) von Robertus Monachus.
- über die Wahl Georgs von Podiebrad zum König von Böhmen von Nikolaus Tempelfeld